# Абазулгол
Абазулгол (устар. Вешендерой, Вашендорой чечен. Ваштар) — река в России, протекает в Веденском и Шатойском районах Чеченской Республики. Длина реки составляет 20 км. Площадь водосборного бассейна — 92,7 км². На карте 1926 года Вашендар, на карте 1941 года Вешендерой.
Начинается между горами Петхайлом и Нуйкорт. Течёт в общем северо-западном направлении через буковый лес и село Сельментаузен. Устье реки находится в 4,7 км по правому берегу реки Шароаргун около села Улус-Керт. В низовьях имеет ширину 15 метров, глубину 0,4 метра и скорость течения 1,9 м/с.
Основные притоки — реки Булк (пр), Дуцуахк (лв), Вашидера (пр).

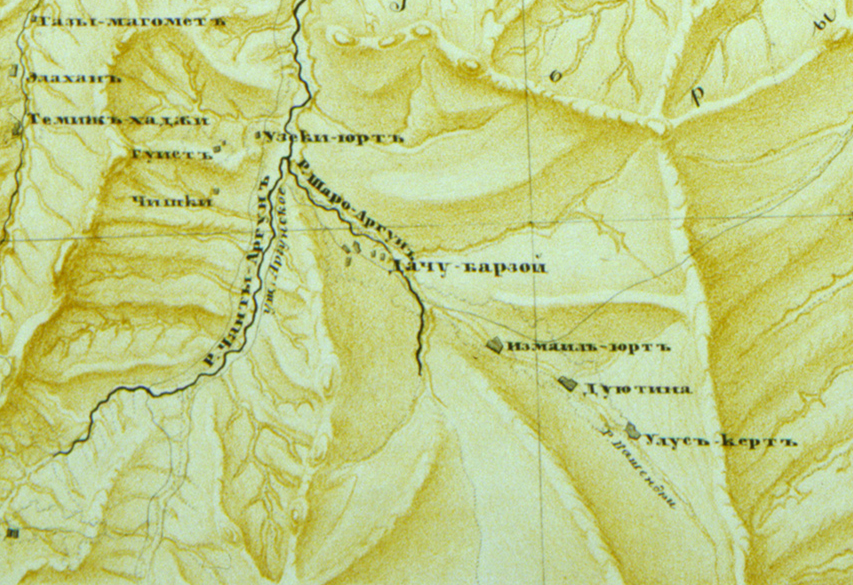
Р. Ваштар на карте 1847-48 г.

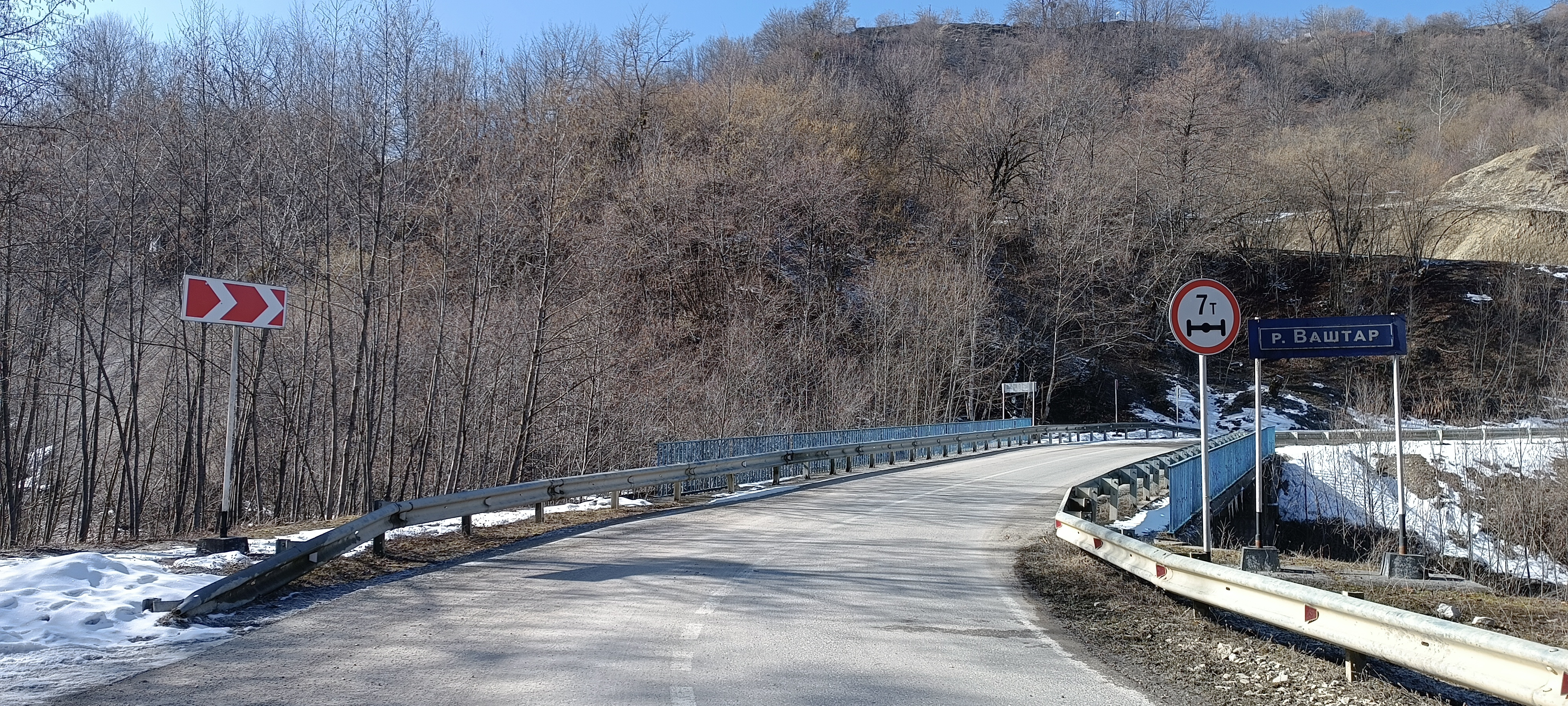
Р. Ваштар (2024-02-27) между н/п Сельментаузен и Дуц-Хотор

## Данные водного реестра
По данным государственного водного реестра России относится к Западно-Каспийскому бассейновому округу, водохозяйственный участок реки — Сунжа от города Грозный до впадения реки Аргун. Речной бассейн реки — Реки бассейна Каспийского моря междуречья Терека и Волги.
Код объекта в государственном водном реестре — 07020001212108200006068.